# Уэст-Валли (тауншип, Миннесота)
Уэст-Валли (англ. West Valley) — тауншип в округе Маршалл, Миннесота, США. На 2000 год его население составило 147 человек.

## География
По данным Бюро переписи населения США площадь тауншипа составляет 94,2 км², из которых 94,2 км² занимает суша, водоёмов нет.

## Демография
По данным переписи населения 2000 года здесь находились 147 человек, 55 домохозяйств и 38 семей. Плотность населения —  1,6 чел./км². На территории тауншипа расположено 76 построек со средней плотностью 0,8 построек на один квадратный километр. Расовый состав населения: 100,00 % белых.
Из 55 домохозяйств в 32,7 % воспитывались дети до 18 лет, в 61,8 % проживали супружеские пары, в 3,6 % проживали незамужние женщины и в 30,9 % домохозяйств проживали несемейные люди. 27,3 % домохозяйств состояли из одного человека, при том 20,0 % из — одиноких пожилых людей старше 65 лет. Средний размер домохозяйства — 2,67, а семьи — 3,34 человека.
28,6 % населения — младше 18 лет, 10,2 % — в возрасте от 18 до 24 лет, 25,9 % — от 25 до 44, 21,1 % — от 45 до 64, 14,3 % — старше 65 лет. Средний возраст — 34 года. На каждые 100 женщин приходилось 110,0 мужчин. На каждые 100 женщин старше 18 приходилось 110,0 мужчин.
Средний годовой доход домохозяйства составлял 25 625 долларов, а средний годовой доход семьи —  49 375 долларов. Средний доход мужчин —  22 000  долларов, в то время как у женщин — 20 625. Доход на душу населения составил 13 478 долларов. За чертой бедности находились 6,9 % семей и 7,9 % всего населения тауншипа, из которых 6,3 % старше 65 лет.